# Anti Social Media
Anti Social Media je danska pop rock skupina, ki je zastopala Dansko na Pesmi Evrovizije 2015 s pesmijo »The Way You Are«. Skupino sestavljajo Philip Thornhill, Nikolaj Tøth, David Vang in Emil Vissing.

## Kariera

### Pesem Evrovizije
Leta 2015 so bili razglašeni za enega od desetih tekmovalcev na Dansk Melodi Grand Prix 2015, danskem izboru za Pesem Evrovizije s pesmijo »The Way You Are«. Dne 7. februarja 2015 so zmagali in postali predstavniki Danske na Pesmi Evrovizije 2015. Dne 4. maja 2015 so izdali singel »More Than a Friend«. 11. maja 2015 pa še EP The Way. Nastopili so v prvem polfinalu 19. maja 2015, kjer so zasedli 13. mesto s 33 točkami in se niso uvrstili v finale. To je bilo prvič po letu 2007, da se Danska ni uspela uvrstiti v finale.

## Člani
- Philip Thornhill (*10. junij 1995) – vokal
- Nikolaj Tøth (*17. september 1995) – kitara
- David Vang (*22. november 1989) – bas
- Emil Vissing (*26. oktober 1990) – bobni

## Diskografija

### EP
| Naslov  | Podrobnosti                                                               |
| ------- | ------------------------------------------------------------------------- |
| The Way | - Objavljeno: 11. maja 2015 - Založba: RE:A:CH - Format: digitalni prenos |

### Pesmi
| »The Way You Are«                                                   | 2015 | 38 | 55 | Pot |
| »More Than a Friend«                                                | 2015 | —  | —  | Pot |
| »Fire Exit«                                                         | 2015 | —  | —  | Pot |
| »—« označuje singel, ki se ni uvrstil na lestvico ali ni bil izdan. |      |    |    |     |